# Distomo
Distomo  este un oraș în Grecia în prefectura Boeotia.